# Thryophilus nicefori
El cucarachero de Nicéforo, cucarachero del Chicamocha o ratona de Nicéforo (Thryophilus nicefori) es una especie de ave de la familia Troglodytidae, endémica de Colombia.

## Hábitat
Vive en el bosque seco y plantaciones con sombrío, entre los 1.100 y 1850 m de altitud. Registrada en matorrales xerofíticos dominados por Acacia y bosques riparios de los municipios de San Gil, Barichara y Galán (Santander).

## Descripción
Mide 14,5 cm de longitud. El plumaje de las partes superiores es rufo; presenta superciliar blanco, mejillas y cuello blancos con rayas negras; las partes inferiores son blancuzcas, con matices de color castaño en los lados y los flancos y barras negras en el crísum.

## Reproducción
Construye un nido de forma alargada, en algún lugar vecino a un nido de avispas.